# Fernand Gregh

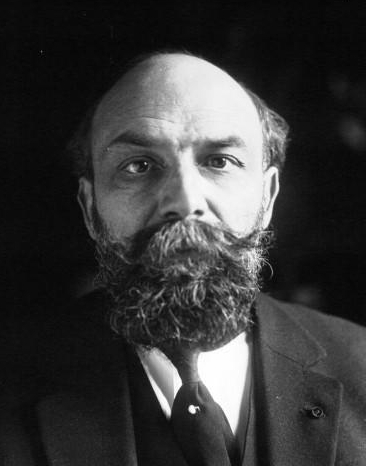
Fernand Gregh (1922)

Fernand Gregh (* 14. Oktober 1873 in Paris; † 5. Januar 1960 ebenda) war ein französischer Lyriker und Literaturkritiker.

## Leben und Wirken
Der Sohn des Komponisten Louis Gregh besuchte die Lyzeen Michelet, Louis-le-Grand und Condorcet, wo Marcel Proust sein Mitschüler war, und studierte dann Philosophie an der Sorbonne.
1896 gründete er die Literaturzeitschrift Le Banquet, in der er seine ersten Gedichte veröffentlichte und an der u. a. Marcel Proust, Daniel Halévy, Robert de Flers, Jacques Bizet, Léon Blum, Henri Bergson, Gaston Arman de Caillavet, Henri Ribaud und Henri Barbusse mitarbeiteten. 1896 veröffentlichte er seinen ersten Gedichtband Maison de l’Enfance. Er reichte ihn auf Anregung von Ludovic Halévy bei einem Poesiewettbewerb der Académie Française
ein und gewann damit den mit 2000 Francs dotierten Prix Archon-Pespurouse.
Gregh nahm zur Dreyfus-Affäre Stellung, die Frankreich stark aufwühlte. Am 15. Januar 1898 veröffentlichte Le Temps eine Petition, die auch Gregh unterschrieben hatte, in der die Revision des Fehlurteils gegen Alfred Dreyfus gefordert wurde. Getragen war diese Petition von Émile Zola und vielen bekannten Persönlichkeiten aus verschiedenen Bereichen.
Trotz seiner angegriffenen Gesundheit – Gregh litt u. a. seit seiner Kindheit an Migräne – unternahm er ausgedehnte Reisen durch Europa, die USA, Kanada und Kuba. Seit 1949 war er Präsident der Société des Gens de lettres. 1953 wurde er als Nachfolger von Charles de Chambrun zum Mitglied der Académie française gewählt.
Neben vielen Gedichtbänden verfasste Gregh auch Theaterstücke und im Alter mehrere autobiographische Bücher. Er wurde als Grand officier der Ehrenlegion ausgezeichnet. Sein Sohn François Didier Gregh (1906–1992) war von 1969 bis 1972 Staatsminister von Monaco.

## Werke
- La Maison de l’Enfance, Gedichte, 1897
- La Beauté de Vivre, Gedichte, 1900
- La Fenêtre Ouverte, Essays, 1901
- Manifeste de l’Humanisme, 1902
- Les Clartes Humanes, Gedichte, 1904
- Etude sur Victor Hugo, Essay, 1904
- L’Or des Minutes, Gedichte, 1905
- Prelude Féerique, 1908
- La Chaine Eternelle, Gedichte, 1910
- La Couronne Douloureuse, poemes sur la Guerre (1917), 1917
- Triomphe, 1919
- Couleur de la Vie, Gedichte, 1923
- Choix de Poesies, 1928
- La Gloire du Coeur, Theaterstück (UA mit Sarah Bernhardt), 1933
- Tableau de la Poesie Française, 1933
- La Contesse Noailles
- L’ouvre de Victor Hugo, 1935
- Portrait de la Poesie Française au XIX Siecle, 1936
- Les Amants Romantiques, Theaterstück, 1937
- Portrait de la Poesie Française au XX siecle, 1938
- Histoire du Theatre Poetique en France depuis Beaumarchais, 1939
- C’Etait l’Espagne, Reisebericht, 1940
- La Couronne perdue et retrouve, 1945
- L’Age d’or, souvenirs d’enfance et de jeunesse, 1947
- Theatre Féerique, 1950
- L’Age d’airain, 1951
- Victor Hugo, sa vie, son oeuvre, 1953
- L’Age de fer, 1955
- Le Mot du Monde, Gedichte, 1957
- Mon amitié avec Marcel Proust – souvenirs et lettres inedites, 1958

## Vertonungen
- George Enescu, Trois mélodies, op.19 (F. Gregh), 1916 (New Grove Dictionary of Music and Musicians)